# Julius Folkmann
Julius Doris G. Folkmann (24. december 1864 i Rønne – 29. januar 1948 i Holte) var en dansk fotograf og filmfotograf.

## Biografi
Folkmann blev uddannet som kunstmaler og udstillede på Charlottenborg Forårsudstilling i 1890, men på det tidspunkt havde han allerede kastet sig over fotografiet, idet han i 1887 havde åbnet et fotografisk atelier i København. I 1894 flyttede han til i Odense, hvor han virkede på adressen Vestergade 12 og blev medlem af Fyns fotografiske Forenings bestyrelse. I denne fynske periode var hans speciale genre- og landskabsfotografi, og hans billeder vandt stor udbredelse gennem reproduktioner i Frem, Illustreret Tidende, Illustreret Familie Journal, Hver 8. Dag og Die Woche. Fra 1910 udøvede han imidlertid sit fag som portrætfotograf i København, hvor hans kunstneriske finesse satte ham på niveau med fx Peter Elfelt. Hans forretning lå på Østergade 38. Folkmann blev tilkendt Dansk Fotografisk Forenings sølvmedalje 1902.
Fra 1912 til 1921 var Julius Folkmann næstformand og fra 1921 til 1940 formand i Dansk Fotografisk Forening, ligesom han virkede som formand for foreningens fagskole i perioderne 1916-21 og 1934-44, hvor han efterfulgte Niels Christian Bang. Fagskolen havde han selv været en af drivkræfterne bag, og på hans foranledning blev der udgivet en lærebog til undervisningen, som også blev anvendt ved Norsk fotografisk Landsforenings fagskole i Trondhjem.
Folkmann debuterede som filmfotograf hos Det skandinavisk-russiske Handelshus i forbindelse med stumfilmen De Fire og medvirkede især i Vilhelm Glückstadts produktioner, fx De Dødes Ø.
På sin 70-års fødselsdag blev han æresmedlem af Dansk Fotografisk Forening. Han var også æresmedlem af den svenske og norske fotografiske forening. 1923 var han blevet Ridder af Dannebrog.
Han blev gift 26. september 1890 i Skt. Johannes Kirke med Hilda Andersson (16. august 1862 i Bosjökloster i Skåne – 12. december 1928 i Holte), datter af gårdejer Anders Andersson og Sophia Sjonström.
Han er begravet på Søllerød Kirkegård.
Der findes et portrætmaleri af Valdemar Sichelkow fra 1905 og et selvportræt fra 1906.
- Brandts Klædefabrik i Odense, ca. 1900
- Teglværksarbejdere i Odense